# Adam Nagaitis
Adam Matthew Nagaitis, britanski igralec * 7. junij 1985 Chorley, Lancashire, Anglija.
Nagaitis je najbolj znan po vlogah Caulkerjevega Mateja Corneliusa Hickeyja v televizijski seriji AMC Terror in gasilca Vasilija Ignatenka v HBO-jevi miniseriji Černobil. Nagaitis je diplomant konzervatorija Stella Adler in Kraljeve akademije dramske umetnosti.

## Zgodnje življenje
Adam Nagaitis se je rodil leta 1985 v Chorleyju v Lancashiru. Leta 2002 je njegov oče umrl, potem ko ga je med nakupovanjem v Manchestru povozil avtobus.
Ko je bil star 19 let je Nagaitis zapustil Veliko Britanijo, da bi študiral igranje na konservatoriju Stella Adler v New Yorku, kjer je leta 2007 opravil diplomo. Po tem je študiral na Royal Academy of Dramatic Art v Londonu. Leta 2012 je opravil diplomo iz igralskega študija na RADI.

## Kariera
Svojo kariero je začel leta 2000 v starosti 14 let, ko je igral manjši lik v televizijski seriji Otroški oddelek.
Leta 2014 je Nagaitis kot Jimmy nastopil v prvem celovečercu Yanna Demangea '71. Nastopil je tudi kot Pete v The Inbetweeners 2 (2014).
Leta 2015 je igral kot gospod Cummins v biografskem filmu Suffragette in kot zasebnik Buckley v 7 epizodah televizijske serije Prognani.
Leta 2018 je nastopil kot dirigent Jimmy v skrivnostnem akcijskem filmu Voznik, v katerem so igrali tudi Liam Neeson, Vera Farmiga, Patrick Wilson in Sam Neill.
Leta 2019 je Nagaitis upodobil in igral gasilca Vasilija Ignatenka v HBO-jevi miniseriji Černobil.

## Filmografija

### Filmi
| Leto | Naslov                           | Vloga           | Opombe     |
| ---- | -------------------------------- | --------------- | ---------- |
| 2008 | Lokal                            | Jack Lord       |            |
| 2014 | 71                               | Jimmy           |            |
| 2014 | Sneg v paradižu                  | Gravesy         |            |
| 2014 | Inbetweeners 2                   | Pete            |            |
| 2014 | Peterman (izvirni naslov V krvi) | Dave            |            |
| 2015 | Victor Frankenstein              | Winthrop        | Nekreditno |
| 2015 | Suffragette                      | Mr Cummins      |            |
| 2017 | Človek v železnem srcu           | Karel Čurda     |            |
| 2018 | Voznik                           | Conductor Jimmy |            |
| 2020 | Gunpowder Milkshake              | Virgil          |            |

### Televizija
| Leto | Film                              | Vloga             | Opombe |
| ---- | --------------------------------- | ----------------- | ------ |
| 2000 | Otroški oddelek                   | Delboy            |        |
| 2004 | Sodna dvorana                     | Kevin Hoad        |        |
| 2004 | Outlaws                           | Dean Small        |        |
| 2013 | Zakon in red: Združeno kraljestvo | William Braxton   |        |
| 2014 | Veseli Valley                     | Brett McKendrick  |        |
| 2015 | Koda ubijalca                     | Ian Whenby        |        |
| 2015 | Izgnan                            | Private Buckley   |        |
| 2015 | Ti, jaz in apokalipsa             | Todd Jr.          |        |
| 2016 | Houdini in Doyle                  | George Gudgett    |        |
| 2016 | Hoditi neviden                    | Branwell Brontë   |        |
| 2018 | Teror                             | Cornelius Hickey  |        |
| 2019 | Černobil                          | Vasilij Ignatenko |        |
| 2019 | Božična pesem                     | Fred              |        |

### Radio
| Leto | Naslov                             | Vloga                | Opombe |
| ---- | ---------------------------------- | -------------------- | ------ |
| 2012 | Une Vie                            | Julien               |        |
| 2012 | Ljubeča balada o kapitanu Batemanu | Derek / Coach Driver |        |
| 2012 | 55 in konec                        | Sam                  |        |
| 2012 | Božični dnevniki                   | Joseph               |        |
| 2017 | Arktivist                          | Ben                  |        |